# 広島平和構築人材育成センター
一般社団法人広島平和構築人材育成センター（いっぱんしゃだんほうじんひろしまへいわこうちくじんざいいくせいせんたー、英称：Hiroshima Peacebuilders Center , HPC）は、平和構築分野の人材育成、調査・研究などの事業実施を行う一般社団法人である。略称はHPC (えいちぴーしー)。外務省の委託を受けて「平和構築・開発分野におけるグローバル人材育成事業」を2007年度から2023年度まで行っていた。

## 歴史・概要
平和構築のための事業を、平和構築を専門にする者が、平和構築に関心を持つ者のために運営する、という理念で、平和構築の専門家たちが、平和構築に関心のある事務局員とともに、平和構築の実務家を育成するための事業を運営する、という性格を持っている。平和構築人材育成事業が2007年度(平成19年度)に開始された際、現HPC代表理事の篠田英朗を事務局長として、事業実施者として外務省との間の主契約者となった広島大学が、「広島平和構築人材育成センター（HPC）」を設立した。
その後、円滑に事務局機能を整備するために、最初の二年間は広島大学を補佐する役目を担っていたNPO法人ピースビルダーズを主契約者として、HPCを運営した。さらに対外的に実施者を明確化させるために、2011年度(平成23年度)には、HPCは一般社団法人として独立することになった。平和構築人材育成事業を実施する組織単位としてのHPCは、2007年度(平成19年度)より事業運営にあたり、2018年度(平成30年度)は12年目の事業として「平和構築・開発分野におけるグローバル人材育成事業」を実施することとなった。
「広島」を団体名に入れているのは、本拠地を広島に置いて、研修を行っているためだけではなく、日本の平和主義の精神で、国際社会に貢献する平和構築の実務家を育成するというメッセージを国際的に発する意図を持つ。さらにHPCのロゴは、不死鳥を象ったもので、奇跡の戦後復興を遂げた広島で、紛争後の国を支援する平和構築のプロを育成するというHPCの精神を象徴している。

## 組織
- 所在地：広島本部事務所 〒730-0053 広島県広島市中区東千田町 1-1-61 ナレッジスクエア1F
- 設立：2011年（平成23年）
- 代表理事：篠田英朗